# Премія імені Анни Політковської
Премія імені Анни Політковської — жіноча нагорода, заснована міжнародною неурядовою організацією «RAW in War» («англ. Reach All Women in War» («Допомогти кожній жінці у вогні війни») і названа у пам'ять про вбиту в Росії журналістку Анну Політковську.
Заснування премії підтримали 100 видатних представників і представниць світової громадськості, серед яких: Вацлав Гавел, Андре Глюксманн, Збігнєв Бжезінський, Олена Боннер, Людмила Алексєєва, Сергій Ковальов, Володимир Буковський, лорд Френк Джадд, Ванесса Редгрейв.

## Лауреатки премії

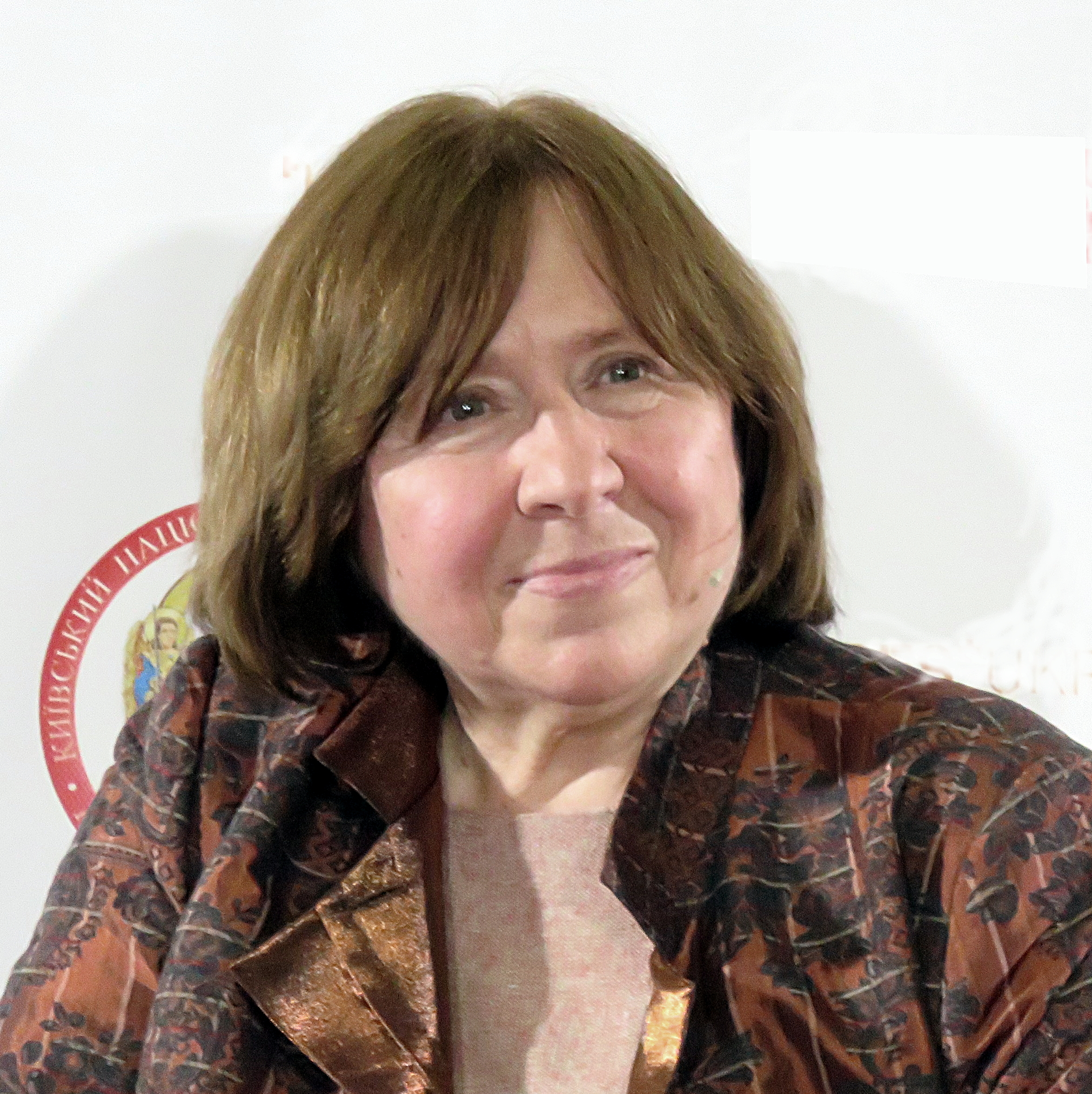
Білоруська письменниця та публіцистка Світлана Алексійович, нагороджена премією у 2018 році

- 2007: Наталія Естемірова (1958—2009) — російська журналістка, співробітниця Правозахисного центру «Меморіал» в Чечні.
- 2008: Малалай Джоя (нар. 1978) — журналістка та правозахисниця з Афганістану.
- 2009: One Million Signatures Campaign for Equality — іранський жіночий рух.
- 2010: Халіма Башир — суданська правозахисниця.
- 2011: Разан Зейтуне (нар. 1977) — адвокатка і журналістка, засновниця сайту Syrian Human Rights Information Link.
- 2012: Мері Колвін (1956—2012) — військова кореспондентка британської газети Sunday Times
- 2013: Малала Юсуфзай (нар. 1997) — пакистанська правозахисниця, яка виступає за доступність освіти для жінок у всьому світі.
- 2014: Віан Дахиль (нар. 1971) — депутатка парламенту Іраку, представниця єзидскої меншини в ньому.
- 2015: Халед Вахиль (нар. 1984; Сирія)
- 2016: Джоель Бахиль Ліма (нар. 1974; Колумбія)
- 2017: Гаурі Ланкеш (нар. 1986) — індійська журналістка.
- 2018: Світлана Алексійович (нар. 1948) — Білорусь та Біналакшмі Непрам, Індія[2]